# Distretto di Phanom Dong Rak
Il distretto di Phanom Dong Rak (in thailandese: พนมดงรัก) è un distretto (amphoe) della Thailandia, situato nella provincia di Surin.